# Pseudarthria viscida
Pseudarthria viscida là một loài thực vật có hoa trong họ Đậu. Loài này được (L.) Wight & Arn. miêu tả khoa học đầu tiên.